# Eurymerus
Eurymerus is een kevergeslacht uit de familie van de boktorren (Cerambycidae). De wetenschappelijke naam van het geslacht werd voor het eerst geldig gepubliceerd in 1833 door Audinet-Serville.

## Soorten
Eurymerus is monotypisch en omvat slechts de volgende soort:
- Eurymerus eburioides Audinet-Serville, 1833